# وسنت ویهر
وسنت ویهر (به انگلیسی: Vasant Vihar) یک منطقهٔ مسکونی در هند است که در دهلی واقع شده‌است.